# جون روبرت مور
جون روبرت مور (بالإنجليزية: John Robert Moore)‏ هو كاتب أمريكي، ولد في 1890 في بويبلو في الولايات المتحدة، وتوفي في 1973.